# Colopea virgata
Espèce
Colopea virgata est une espèce d'araignées aranéomorphes de la famille des Stenochilidae.

## Distribution
Cette espèce se rencontre en Thaïlande et au Viêt Nam.

## Description
Le mâle holotype mesure 4,25 mm et la femelle paratype 4,5 mm.

## Systématique et taxinomie
Cette espèce a été décrite par Lehtinen en 1982.

## Publication originale
- Lehtinen, 1982 : « Spiders of the Oriental-Australian region. IV. Stenochilidae. » Annales Zoologici Fennici, vol. 19, p. 115-128.